# Епархия Султанпета
Епархия Султанпета (лат. Dioecesis Sultanpetensis) — епархия Римско-Католической церкви c центром в городе Палаккад, Индия. Епархия Султанпета входит в митрополию Каликута. Кафедральным собором епархии Султанпета является церковь Святого Себастьяна.

## История
28 декабря 2013 года Римский папа Франциск учредил епархию Султанпета, выделив её из епархий Коимбатура и Каликута.
Первоначально являвшаяся суффраганной епархией митрополии Вераполи, 12 апреля 2025 года она стала суффраганной митрополии Каликута.

## Ординарии епархии
- епископ Peter Abir Antonisamy (28.12.2013 — по настоящее время).